# Чиричкасинское сельское поселение
Чиричкаси́нское се́льское поселе́ние (чув. Чӳречкасси ял тăрăхĕ) — муниципальное образование в составе Цивильского района Чувашской Республики. Административный центр — деревня Чиричкасы. Поселение образуют 6 деревень и 2 села.
Глава сельского поселения — Иванова Валентина Викторовна.

## География
Сельское поселение граничит: на севере — с землями Таушкасинского и Конарского сельских поселений Цивильского района, на востоке — с землями Конарского сельского поселения, на юге — с землями Игорварского и Опытного сельских поселений Цивильского района, на западе — с землями Опытного сельского поселения Цивильского района. 
По территории Чиричкасинского сельского поселения проходит автодорога федерального значения М7 «Волга». Земли поселения находятся в бассейне реки Аниш.

## История
Статус и границы сельского поселения установлены Законом Чувашской Республики от 24 ноября 2004 года № 37 «Об установлении границ муниципальных образований Чувашской Республики и наделении их статусом городского, сельского поселения, муниципального района и городского округа».

## Состав поселения
В состав поселения входят:
| № | Населённый пункт | Тип населённого пункта          | Население |
| - | ---------------- | ------------------------------- | --------- |
| 1 | Анишкасы         | деревня                         | ↗123      |
| 2 | Анишхири         | деревня                         | ↘60       |
| 3 | Нюрши            | деревня                         | ↗325      |
| 4 | Первые Тойси     | деревня                         | ↗136      |
| 5 | Тойси            | село                            | ↗139      |
| 6 | Топнеры          | деревня                         | ↗103      |
| 7 | Чиричкасы        | деревня, административный центр | ↗363      |
| 8 | Шинеры           | село                            | ↘32       |

## Население
| 2010  | 2012  | 2013  | 2014  | 2015  | 2016  | 2017  |
| ----- | ----- | ----- | ----- | ----- | ----- | ----- |
| 1198  | ↘1187 | ↘1184 | ↗1188 | ↘1157 | ↘1108 | ↘1072 |
| 2018  | 2019  | 2020  | 2021  |       |       |       |
| ↘1029 | ↘982  | ↘944  | ↘927  |       |       |       |

По данным Всероссийской переписи населения 2002 года в населённых пунктах, составляющих Чиричкасинское сельское поселение, проживали 1324 человека, преобладающая национальность — чуваши (97—100 %).